# Günther Grewenig
Karl Günther Grewenig (* 9. Dezember 1926 in St. Ingbert, Saargebiet) ist ein ehemaliger deutscher Fußballspieler.

## Karriere
Günther Grewenig spielte von 1945 bis 1950 beim 1. FC Kaiserslautern in der 1. Liga Südwestdeutschland Staffel Nord, die mit weiteren Staffeln die höchste Spielklasse im deutschen Fußball zu dieser Zeit bildete. In der ersten Saison, die man als zweiter hinter dem 1. FC Saarbrücken abschloss, war Grewenig zweitbester Torschütze des FCK hinter Werner Baßler. 1947 wurden die Lauterer zum ersten Mal französischer Zonenmeister. 1948 konnten sie diesen Erfolg wiederholen und waren auch in der Endrunde um die deutsche Meisterschaft erfolgreich, sodass man am 8. August 1948 im Endspiel gegen den 1. FC Nürnberg stand. Die Partie ging allerdings mit 1:2 verloren. Grewenig stand in der Startaufstellung und war auch sonst bis zu seinem Weggang 1950 die meiste Zeit Stammspieler bei den „Roten Teufeln“. In den Jahren 1949 und 1950 wurde man ebenfalls französischer Zonenmeister, schied aber in der Endrunde im Halbfinale (1949) bzw. im Viertelfinale (1950) aus.
1950 wechselte Grewenig zum FK Pirmasens, Ligakonkurrent des FCK in der zur Runde 1950/51 eingeführten Oberliga Südwest, die identisch mit der 1. Liga Südwestdeutschland war. Pirmasens spielte zu dieser Zeit eine gute Rolle in der Oberliga. Für die Südwestmeisterschaft reichte es bis 1955, als Grewenig den Verein verließ, nicht. Für den FKP absolvierte er von 1950 bis 1955 97 weitere Oberligaspiele und erzielte dabei 50 Tore.
Ende der fünfziger Jahre spielte Grewenig in der Amateurmannschaft von Holstein Kiel.
Sein Vater, der Bankkaufmann Karl Johann Grewenig (1889–?), war ab 1928 Schriftführer des FV Kaiserslautern, dem Vorgängerverein des FCK.